# ТІС-Зерно
ТІС-Зерно (англ. TIS-Grain) — український зерновий термінал з перевалки хлібних вантажів. Належить ТОВ «ТІС-Зерно», заснованому 1999 року. Засновник і власник 100 % акцій — громадянин Угорщини російський олігарх Олексій Федоричев.
Директор терміналу — Ігор Чобітько.

## Діяльність
Термінал розташований в акваторії порту «Південний», на північний схід від Одеси. Займає земельну ділянку площею 14 га. Перевалка вантажів здійснюється через модернізований причал № 16 (довжина — 279 м, глибина біля межі — 14 м).[джерело?]

## Спеціалізація
- перевалка зернових вантажів у порту «Південний»;
- зберігання зернових на складах.

Потужність перевалки вантажів — 7 млн т на рік. Потужність одночасного зберігання складів — 460 тис. т. Потужність підлогового складу зерна — 120 тис. т (найбільший у Європі). 2016 року обсяг перевалки становив 5,5 млн т.

## Критика
У 2019 році РНБОУ включила власника ТІС-Зерно Федоричева до списку санкцій. 2020 року санкції було знято.